# De Overwaard
Het waterschap De Overwaard was een waterschap bij Kinderdijk in de Nederlandse provincie Zuid-Holland. Het boezemgebied omvatte het oostelijk deel van de Alblasserwaard, alsmede het gehele oude land van Arkel beneden de Zouwe.
Het waterschap was verantwoordelijk voor de vervening, drooglegging en later de waterhuishouding in de polder. De molens die de polder bemaalden behoren tot de molens van Kinderdijk. Bij de Elshoutsluis in de Lekdijk staat ook het Waardhuis, waar de dijkgraven en heemraden van Over- en Nederwaard plachten te vergaderen en waar ze dan ook konden logeren. Het Rijksmonument werd in 1648 gebouwd door Pieter Post, maar is bij een dijkverbreding in de 20e eeuw zijn oorspronkelijke voorgevel kwijtgeraakt. Het huidige Waterschap Rivierenland houdt er nog ceremoniële bijeenkomsten.